# 夢幻戦士ヴァリスII
『夢幻戦士ヴァリスII』（むげんせんしヴァリスツー、Valis: The Fantasm Soldier）は、1989年に日本テレネットが発売した横スクロールアクションゲーム。1986年度制作の『夢幻戦士ヴァリス』の続編である。開発は同社とレーザーソフト。

## 概要
PC版（PC-8801mkIISR版・PC-9801UV版・MSX2/MSX2+版）は1989年7月発売。X68000版は、配役の声優オーディションのイベントの後に発売されたため、1989年12月発売となっている。PC版は横スクロールのアクションゲームだが、強制スクロールのステージで浮遊しながら戦うシューティングゲームのようなものもある。プレイヤーは前作の主人公「麻生優子」を操作して、新たな恐怖の支配者「残忍王メガス」を倒すために戦う。
X68000版は前作『夢幻戦士ヴァリス』と同じく開発はウルフ・チームが担当しており、従来のPC-88版やPC-98版からの単なる移植作品ではなく、ハードウェア特性に合わせて多色化やスムーズなスクロールを実現するなど、すべてオリジナルで開発を行っている。従来のPC版では不満の声もあったゲームバランスは、敵キャラクターの動きやマップを改善することで一新され、よりアクション性が強くなっている。ビジュアルシーンも新たに描き起こされ、ADPCM機能を活用した音声によって繰り広げられており、オープニングとエンディングはフルボイス化された。声優陣はPC版からすべて変更されており、主人公の優子の声は、日本テレネットが主催したイメージガールコンテストでグランプリを獲得した宮本裕子が演じている。
PC版ではコスチュームによって主人公の性能が変わる着替えシステムが導入されており、例えば初期装備であるパジャマはなんの特殊能力もないのに対し、ゲームを進めると手に入るビキニアーマー類には様々な効果がある。また、衣装の中には主人公にとって良いものだけとは限らず、呪われてしまう衣装もある。2009年11月10日より、PC-9801版がプロジェクトEGGにて配信された。また、2023年12月7日発売のNintendo Switch用オムニバスソフト『夢幻戦士ヴァリスCOLLECTION III』にMSX2版が収録されている。
1989年6月23日には、PCエンジン用ソフト『ヴァリスII』（以下：PCエンジン版）が発売された。PCエンジン版は、PC版と同時開発だったため制作スタッフは別々であり、キャラクターとストーリーの大筋を踏襲しつつ、シナリオ展開や設定がPC版と異なっている。システムも、PC版に存在していたマップの迷路要素が排除されてオーソドックスな横スクロール型アクションゲームに変更された。なお、PC版で追加された着せ替えシステムは採用されていない。2011年3月17日よりゲームアーカイブス（PSP・PS3）で配信され、2021年12月9日発売のNintendo Switch用オムニバスソフト『夢幻戦士ヴァリスCOLLECTION』にも収録、2022年2月10日にはNintendo Switch版が個別配信開始。
1992年2月14日には、PCエンジン版のストーリーをもとにしたセルフパロディ作品『SDヴァリス』がメガドライブ用ソフトとして発売された。PC版の着せ替え要素を踏襲している一方、ステージ構成はオリジナル版と大きく異なる。2022年9月22日発売のNintendo Switch用オムニバスソフト『夢幻戦士ヴァリスCOLLECTION II』に収録された。
2025年3月3日には今作を含むシリーズ全作全バージョンの合計12作を収録したNintendo Switch用オムニバスソフト『夢幻戦士ヴァリスMemorial Collection』が発売。

## あらすじ
PC版
夢幻界に召喚され、ヴァリスの戦士として魔王ログレスを倒してから数年後、優子は毎夜のように、麗子から夢幻界の危機を訴えられ直後に魔物に襲われるという夢を見ていた。ある日、彼女はログレス軍の残党たちに遭遇し、彼らを撃退する。退けられた残党たちは、「ログレスの死によって暗黒界が混乱に陥り、混乱に乗じて反ログレス派の手のものが残忍王メガスの封印を解き放ってしまった」と言い残して死ぬ。自分の戦いがもたらした思いもよらない事態に困惑しつつ、優子はヴァリアの呼びかけに応じ再び剣を手に取って夢幻界へ戻るが、反ログレス一派との戦いの中でヴァリスの力の源「ファンタズムジュエリー」を奪われ劣勢に立たされる。
ヴァリアは罠と知りながら優子を救いに駆けつけた末にメガスに囚われ、優子の眼前で命を絶たれてしまう。メガスの魔の手が優子にも及んだ時、突如死んだはずの麗子が姿を現し、メガスに一撃を加えて優子を救い出した。ヴァリアの死に茫然自失状態となっていた優子に対し、麗子は「生まれ変わることができたら優子の力になりたい」という願いをヴァリアが叶えてくれたこと、ヴァリアが命と引き換えにジュエリーを取り戻してくれていたことを告げて叱咤激励する。思いがけない友との再会に生気を取り戻した優子は、死を越えた友の友情、そして我が子のように自分の身を案じてくれたヴァリアの愛の力によってヴァリスの力を高め、打倒メガスの決意を新たにする。
激戦の後、優子によって形勢逆転に持ち込まれたメガスは愛の力によって高められたヴァリスの力の前に敗れ、再度の復活と復讐を予言して消滅していった。
戦いの終結後、ヴァリアは幻影となって姿を現し、優子に夢幻界の未来と世界の平和を託して消滅する。戦いを終え地上に戻った優子は、ビルの屋上で夜の街の夜景を独り、見つめるのだった。

PCエンジン版
夢幻王ログレスの死に伴う反ログレス派の台頭により、暗黒界ヴェカンティは混乱に陥り、夢幻界にも危機が迫る。霊体となった麗子の知らせを受けた優子は再び夢幻界へと向かう。だが時遅く、ヴェカンティの統治支配を目論む幻夢皇帝メガスの軍勢の襲撃を受け、女王ヴァリアは既に落命していた。ヴァリアの遺言から、優子は自分がヴァリアの実の娘で夢幻界の第一王位継承者であること、双子として生まれたために王位継承争いによる世の乱れを危惧した母の手で現実界に捨てられたという真実を知らされる。
優子は怒りと悲しみを胸に秘め、毅然とした態度でメガスに立ち向かう。
激戦の末、メガスは実の親に捨てられるという自分と同じ境遇にある優子に共感を示しつつ、ヴェカンティの未来を託して死を迎える。
境遇を同じくする彼の躯を前に、優子は複雑な思いを抱きながらメガスのことを「悲しい戦士」と評するのだった。

## 登場人物
麻生 優子（あそう ゆうこ）
声 - 島本須美（PC版、PCエンジン版）、宮本裕子（X68000版）
PC版
夢幻界の女王ヴァリアからヴァリスの戦士に指名された極普通の女子高生。
前作での激闘の末、ログレスの野望を打ち砕き夢幻界と現実界を救ったものの、そのことが引き金となってログレス派と反ログレス派の闘争に発展し、暗黒界の混乱を招く結果となってしまった。主を殺した彼女への復讐に走るログレス派から身を守り、暗黒界と夢幻界を支配しようと目論むメガスを倒すため、ヴァリスの戦士として再び戦いに赴く。
PCエンジン版と異なり現実界生まれの極普通の人間で、激化する戦いの中で素顔は非力な人間の少女であるがゆえの脆さや危うさも露呈し、心身共に追い詰められていく。
『II』で苗字が明記されているのはPC版のみで、PCエンジン版では「優子」と名前のみとなっている。
前作と異なり、初期の服装はパジャマとなっているが、セーラー服（半袖）も入手すれば装備可能。
PCエンジン版
麗子の知らせで夢幻界の危機を知り駆けつけるが、時既に遅く眼前でヴァリアの臨終を看取ることになる。ヴァリアの今際の言葉から、自分がヴァリアの実の娘で夢幻界の第一王位継承者であること、双子として生まれたために王位継承争いを危惧した母の手で現実界に捨てられたということが判明する。
PC版と違い、迷いや弱さといった一面が描かれることはなく、続編の『III』以降では正義という大義名分の下で悪を迷うことなく討っていく、強く勇ましい一面が強調されている。
初期の服装はセーラー服に戻った。『III』では最初からヴァリスの戦士の格好となるため、派生作品を除けば最初のステージでセーラー服を着るのは本作が最後となった。

桐島 麗子（きりしま れいこ）
声 - 反谷きみえ（PC版）、杉山容子（X68000版）、三田ゆう子（PCエンジン版）
PC版
優子の親友。前作において暗黒界の戦士としてログレスに召喚され、優子と戦った末に命を落とした。
優子の力になりたいという願いを聞き届けたヴァリアの導きにより夢幻界に転生しており、危機に落ちた優子を救いだし、眼前でヴァリアを殺され呆然自失状態となっていた彼女を鼓舞して立ち直らせた。彼女の友を思う気持ちがヴァリスの力を更に高める源となった。
PCエンジン版
死後、霊体となって常に優子を見守っており、夢幻界に迫る危機を知らせるべく姿を現す。

ヴァリア
声 - 阿部道子（X68000版）、島本須美（PCエンジン版）
PC版
優子をヴァリスの戦士として指名しログレスと戦わせた夢幻界の女王。フルネームはクリストバル・ヴァリア。
メガスの侵攻を食い止めるべく優子に再び力を与えた。その後、ファンタズムジュエリーを奪われて劣勢に立たされた優子を見かねて罠と知りつつ助けに駆け付けたために囚われてしまい、メガスに拷問を受けて虫の息となったところに駆け付けた優子に自分を気にせず戦うよう告げるものの、メガスに手刀で体を貫かれて死亡してしまう。
戦いの終結後、幻影となって優子の前に姿を現し、世界の未来を託して消滅していった。
PCエンジン版
実は優子の実母であり、娘が双子として生まれたため王位継承争いの勃発による夢幻界の混乱を危惧し、姉に当たる優子を現実界へと捨ててしまった。メガスの軍勢の侵攻を防ぎきれず傷を負って床に伏しており、優子が駆けつけるも時遅く、今際の際に真実を遺言で伝え残し息を引き取った。死後、その残留思念はメガスの前に現れ戦いの意味を問いた。

ヴァルナ
声 - 久川綾（X68000版）
PC版
ヴァリアの娘で夢幻界の王女。フルネームはクリストバル・ヴァルナ。
過酷な戦いを終えた優子の労をねぎらい、母亡き後の夢幻界の新たな女王として即位する事を告げる。
エンディングに登場するのみで、ストーリーには直接関わってこない。また、PCエンジン版と異なり優子と血縁関係にはない。
PCエンジン版
ヴァリアの娘。夢幻界の第二王女で、優子の双子の妹。ビジュアルシーンでの登場のみで、プレイヤーとしては使用できない。

メガス
声 - 佐藤正治（X68000版）、鈴置洋考（PCエンジン版）
PC版
かつて暗黒界ヴェカンティの王子として生まれながら、あまりにも残酷すぎる本性がゆえに実の父親の手で封印された男。フルネームはダイモン・メガス。
彼が封じられた次元の裂け目は決して開けてはならない禁断の扉としてヴェカンタの歴代の王に言い伝えられていたが、ログレス一派との闘争を制さんとする反ログレス派の手によって封印を解かれ蘇った。
「残忍王メガス」の通り名の通り、ありとあらゆるものを容赦なく殺し尽くす残忍かつ非情な性格の持ち主で、持ち前の残酷さによって瞬く間にログレス一派を全滅に追い込み暗黒界を掌握した。
PCエンジン版と異なり設定上はログレスと兄弟ではない。
PCエンジン版
前作で優子に敗れた暗黒界ヴェカンティの総大将ログレス王の兄。「幻夢皇帝メガス」の通り名を持つ。父である暗黒界の前王カイザーの長男として生まれるが、性格を問題視した実父により深手を負わされた末に封印される。
ログレスが優子に倒された後、暗黒界は旧ログレス軍と反ログレス派に二分することとなり、劣勢に追い込まれた反ログレス派の手によって封印を解かれる。致命傷に至るほどの死に体だったが、体の大半を機械化して復活し、旧ログレス軍を壊滅させる。ログレス亡き後の暗黒界と夢幻界を支配すべく、ヴァリスの戦士である優子に戦いを挑む。
争いを鎮めるためには強い力を持つ指導者の存在が必要という覇道の思想を持ち、戦乱を巻き起こし世の平穏を乱す事への疑問を投げかけるヴァリアの言葉を一笑に付すなど、PC版と異なり性格は理知的かつ理性的である。

## ミス優子オーディション
1989年に、発売に伴うキャンペーンとして「'89 日本テレネットイメージガール”セーラー服 優子”オーディション」が公募され、1000人の中から穴井夕子（東京パフォーマンスドール）、天川由紀、小原準子（ゲーム『みつばち学園』出演）、合田吉江（乙女塾）、垣見忍、川村咲代、合田吉江、杉山容子、谷口美弥子、野崎裕世、林きみえ、松本裕美（現 大野まりな）、宮本裕子ら12人らが選考され誌上投票が行われた。ミス優子に選ばれたのは一人だけ20代の宮本裕子であった。また準ミスに選ばれた杉山容子（杉山佳穂）はX68000版で麗子役を演じている。
また、PC新版(X68000版)を出すにあたって声優オーディションを行っており、久川綾などが合格している。

## サウンドトラック
『夢幻戦士ヴァリスII』
発売日：1989年8月23日 / ＥＭＩミュージック・ジャパン
PC版のサウンドトラック。いくつか未収録曲がある代わりに、アレンジ7曲及びPCエンジン版「ヴァリスII」からの抜粋2曲を含む全30曲で構成されている。
『夢幻戦士ヴァリス ～PC SOUND ORCHESTRA～』
発売日：2011年4月27日 / WAVE MASTER
PC-8801mkIISR版の『夢幻戦士ヴァリス』と『夢幻戦士ヴァリスII』を未使用曲含む全曲を完全収録。
『夢幻戦士ヴァリスII』は、オリジナル内蔵音源のOPN版に加え、サウンドボードIIバージョンを含めた両バージョンを収録
『夢幻戦士ヴァリス SOUND COLLECTION A』
発売日：2011年11月24日 / Project EGG
2004年に発売されたPCエンジン版『I～IV』を収録したWindows向けオムニバスソフト集『夢幻戦士ヴァリスCOMPLETE PLUS』再発版の特典CD。
新規追加収録作品であるSFC版『SUPERヴァリス』及びMD版『SDヴァリス』を含む収録作品のBGMを収録したCD2枚組。
PCエンジン版『I』のエンディングテーマ「MissBlueに微笑を」(ボーカル：島本須美)は収録されていない。また、PCE版シリーズの収録曲はいずれも内蔵音源での演奏によるBGMのみで、CD-DA音源で演奏されているビジュアルシーンの曲はいずれも未収録となっている。
2017年2月25日にEGG MUSIC RECORDSより単独商品として500枚限定で発売された。
『夢幻戦士ヴァリス SOUND COLLECTION B Limited Edition』
発売日：2011年11月24日 / EGG MUSIC RECORDS
EGG MUSIC RECORD 第14弾として、同レーベルより発売されたサウンドトラック。CD2枚組。
PC-9801版・FC版・MD版『夢幻戦士ヴァリス』とX68000版『夢幻戦士ヴァリスII』の全曲を実機より全曲収録。（一部、ソフトウェア音源での録音あり）

## 評価
ライターの箭本進一は、ムック『このレトロゲームを遊べ！』に寄せたコラムの中で、物語の内容をシリーズ総決算的で美しいと評価している。